# Hans Niklas (Agrarwissenschaftler)
Hans Niklas (* 12. Juli 1884 in Traunstein; † 19. November 1944 in München) war ein deutscher Agrikulturchemiker und Bodenkundler.

## Leben
Hans Niklas war der Sohn des Traunsteiner Realschullehrers Johannes Nepomuk Niklas (1847–1912) und älterer Bruder des Agrarpolitikers Wilhelm Niklas (1887–1957).
Er studierte Chemie und Landwirtschaft an der Technischen Hochschule München und promovierte dort 1911 mit einer Dissertation über den Einfluss von Humusstoffen auf die Verwitterung von Silikaten. Während seines Studiums wurde er 1903 Mitglied der Burschenschaft Stauffia München und 1905 der Burschenschaft Teutonia Danzig. Anschließend war er als wissenschaftlicher Mitarbeiter bei einem geologischen Landesamt tätig, wo er sich mit Bodenuntersuchungen beschäftigte. 1917 veröffentlichte er die für den Pflanzenbau bedeutsame Schrift „Bayerns Bodenbewirtschaftung unter Berücksichtigung der geologischen und klimatischen Verhältnisse“. Nachdem er 1918 die Venia legendi für landwirtschaftliche Bodenkunde erhalten hatte, vertrat er in den folgenden Jahren dieses Fachgebiet an der Hochschule für Landwirtschaft und Brauerei in Weihenstephan bzw. an der Technischen Hochschule München. 1922 wurde er zum außerordentlichen Professor und 1923 zum Ordentlichen Professor ernannt.
Von 1932 bis zu seinem Tode war Niklas Ordinarius an der Landwirtschaftlichen Fakultät der Technischen Hochschule München auf dem Lehrstuhl für Agrikulturchemie, Bodenkunde und Tierernährung und gleichzeitig Leiter der Bayerischen Hauptversuchsanstalt für Landwirtschaft. Mit einer Vielzahl von Maßnahmen versuchte er die Bodenuntersuchung auf breiter Basis in die praktische Landwirtschaft einzuführen. In Weihenstephan richtete er eine Bodenuntersuchungs- und Bodenkartierungstelle ein und entwickelte Schnellmethoden für die Bodenanalyse. Am 27. Januar 1944 nahm er an der Mycel-Tagung teil, auf der über Versuche an KZ-Häftlingen berichtet wurde, ihnen als Nahrungsmittelersatz täglich 50 g Mycel, ein Zelluloseabfallprodukt, zu verabreichen.
Von seinen Publikationen ist besonders hervorzuheben ein gemeinsam mit F. Grandel erarbeitetes Buch über die Beziehungen zwischen Pflanzen- und Bodennitraten (1927). Mehrere Übersichtsbeiträge veröffentlichte Niklas in dem von Edwin Blanck herausgegebenen zehnbändigen „Handbuch der Bodenlehre“. Hohe Anerkennung in der Fachwelt fand seine gemeinsam mit A. Hock herausgegebene fünfbändige „Literatursammlung aus dem Gesamtgebiet der Agrikulturchemie“ (1931–1939).

## Publikationen (Auswahl)
- Untersuchungen über den Einfluss von Humusstoffen auf die Verwitterung der Silikate. Diss. Techn. Hochsch. München 1911. – Zugl. als Separatdruck: Verlag für Fachliteratur Berlin 1912.
- Bayerns Bodenbewirtschaftung unter Berücksichtigung der geologischen und klimatischen Verhältnisse. J. Lindauersche Universitäts-Buchhandlung München 1917.
- Über die Beziehungen zwischen Pflanzen- und Bodennitraten und deren zweckmässigste qualitative und quantitative Bestimmung nach zumeist eigenen Methoden (gemeinsam mit F. Grandel). Verlag Dr. F. P. Datterer & Cie. Freising-München 1927 = Naturwissenschaft und Landwirtschaft H. 12.
- Die Bonitierung der Ackererde auf naturwissenschaftlicher Grundlage. In: Handbuch der Bodenlehre. Herausgegeben von Edwin Blanck. Verlag Julius Springer Berlin Bd. 10, 1932, S. 1–64.
- Literatursammlung aus dem Gesamtgebiet der Agrikulturchemie. Herausgegeben von H. Niklas und A. Hock. Verlag des Agrikulturchemischen Instituts Weihenstephan der Technischen Hochschule München Bd. 1–5, 1931–1939.